# Bronzealder
Bronzealderen er kulturperioden mellem stenalder (eller nogle steder kobberalder) og jernalderen. Perioden har navn efter bronze, der var det mest avancerede materiale til redskaber, våben og smykker. Inddelingen af oldtiden i tre perioder; sten-, bronze- og jernalder, blev udtænkt af den danske arkæolog Christian Jürgensen Thomsen.
Bronze er en legering af ca. 90% kobber og 10% tin. Stenredskaber var fortsat i brug i en overgangsperiode frem til romersk jernalder.
Bronzealderen indtræffer på forskellige tidspunkter i forskellige områder: de tidligst kendte bronzegenstande stammer fra Mellemøsten (Egypten og Mesopotamien) ca. 3500 f.Kr. Herfra breder bronzen sig til Grækenland 3200 f.Kr., Østeuropa 2500 f.Kr., Vesteuropa 2200 f.Kr. og Skandinavien 1800 f.Kr. I Kina kendes bronze fra 2000 f.Kr.
I Fjernøsten bruges en anden teknik til støbning end i Mellemøsten og Europa.
I den første tid var bronze kun til ornamenter i sparsom mængde, da tin var svært tilgængeligt. Først omkring 2000 f.Kr. blev tin udvundet i England, og det blev muligt at lave våben og redskaber i større mængder.
Fra omkring år 1800 f.Kr. var der en selvstændig nordisk bronzealderkultur. Kobber og tin til bronzen blev byttet for rav og skind. Fra Danmark sejledes flint til Norge. Skindene blev sejlet op ad Elben, hvor de og ravet blev byttet mod kobber, og kobber og skind blev byttet mod tin i England. Rav har næppe været så stor en nordisk handelsvare som tidligere antaget, hvorimod uld og især uldklæde angiveligt var en eftertragtet eksport- og handelsvare, hvor et enkelt klædestykke kunne omsættes for bronze til adskillige sværd.
Støbningen krævede stor kunnen, og kun de førende slægter ejede våben og prydgenstande af det nye metal. Det nye og eksotiske materiales udbredelse til Sydskandinavien skyldes antagelig en organiseret handel styret af en magtfuld overklasse. Det var dyrt at udruste de lange handelsrejser.
Omkring 1400 f.Kr. kom den enæggede ragekniv, klapstole og den hesteforspændte, tohjulede vogn til Norden. I gravfund er 292 glasperler dukket op, som regel blå. I to kvindegrave fra Ølby og fra Hesselager var den døde pyntet med blandt andet en blå perle af egyptisk koboltglas, der indgår i et smykkesæt sammen med ravperler. Glasset er fremstillet i Malkata eller Amarna ved Theben, og de blå glasperler fundet i gravene ved Ølby og Hesselager kan dermed være fremstillet i de samme værksteder som prydgenstandene i Tutankamons grav.
Der findes ingen skriftlige kilder fra den nordiske bronzealder, hvorfor forståelsen af den periode er baseret på de mange prægtige våben, smykker og gravfund, samt mere rituelle sager som lur-instrumenter og den unikke Solvogn.
Bronzealderen i Danmark inddeles i:
- Ældre bronzealder (1800-1100 f.Kr.) som igen inddeles i tre perioder: I, II og III
- Yngre bronzealder (1100-500 f.Kr.) som igen inddeles i tre perioder: IV, V og VI.

Forskellen på ældre og yngre bronzealder er især skiftet fra jordfæstegrave til ligbrænding og ændringer i stil, smykker og andre genstande.
Et af de bedst kendte danske fund fra bronzealderen er Egtvedpigen fra ca. år 1300 f.Kr.